# Glenea extensa
Glenea extensa là một loài bọ cánh cứng trong họ Cerambycidae.